# Barlay Zsuzsa
Barlay Zsuzsa (Budapest, 1933. augusztus 16.) Liszt Ferenc-díjas oratóriuménekes, operaénekes (alt, mezzoszoprán), érdemes művész, a Magyar Állami Operaház örökös tagja.

## Életpályája
Kiskorában a csillaghegyi balettiskolában tanult balettozni. Hároméves korától tizenöt éves koráig játszott Lakner Artúr gyermekszínházában és a rádió gyermekszínházában. 1949 és 1957 között elvégezte a Bartók Béla Zenei Gimnázium és Konzervatórium ének tanszakát, ahol Molnár Béláné osztályába járt. Közben 1951-ben érettségizett. 1952–1959 között a Magyar Rádió kórusában énekelt, majd 1961-ig a Filharmónia szólistája, 1961-től pedig a Magyar Állami Operaház magánénekesnője volt. 1992-ben vonult vissza a nyilvános szerepléstől.
Klasszikus operaelőadásokban és kortárs magyar operák ősbemutatóján is közreműködött (Szokolay Sándor: Néger kantáta, Vérnász; Ránki György: Az ember tragédiája, Holdbéli csónakos stb.) drámai mezzoszoprán és alt szerepekben. Operaénekesi pályafutása mellett azonban hangverseny-énekesnőként is keresett volt, főleg oratóriumok altszólóinak éneklésével vált ismertté. Több európai országban is fellépett, lemezfelvételeken is hallható.

## Fontosabb szerepei
- Hamupipőke (Rossini: Hamupipőke)
- Olga (Csajkovszkij: Anyegin)
- Szuzuki (Puccini: Pillangókisasszony)
- Czipra (Strauss: A cigánybáró)
- Arnalta (Monteverdi: Poppea megkoronázása)
- Azucena (Verdi: A trubadúr)
- Ulrica (Verdi: Az álarcosbál)
- Erda (Wagner: A Rajna kincse, Siegfried)

## Díjai, kitüntetései
- Liszt Ferenc-díj (1967)
- Érdemes művész (1983)
- A Magyar Köztársasági Érdemrend tisztikeresztje (1994)[1]
- A Magyar Állami Operaház örökös tagja (2015)[2][3]